# Alexandre Grothendieck
« Grothendieck » redirige ici. Pour les autres significations, voir Grothendieck (homonymie).
Alexandre Grothendieck, né Alexander Grothendieck (prononcé en allemand : /ˌalɛˈksandɐ ˈɡroːtn̩diːk/), est un mathématicien français, né le 28 mars 1928 à Berlin et mort le 13 novembre 2014 à Saint-Girons (Ariège). Il est resté longtemps apatride tout en vivant principalement en France ; il a acquis la nationalité française en 1971.
Il est considéré comme le refondateur de la géométrie algébrique et, à ce titre, comme l'un des plus grands mathématiciens du XXe siècle,. Il était connu pour son intuition extraordinaire et sa capacité de travail exceptionnelle. La médaille Fields lui a été décernée en 1966.

## Biographie

### Ascendance et enfance

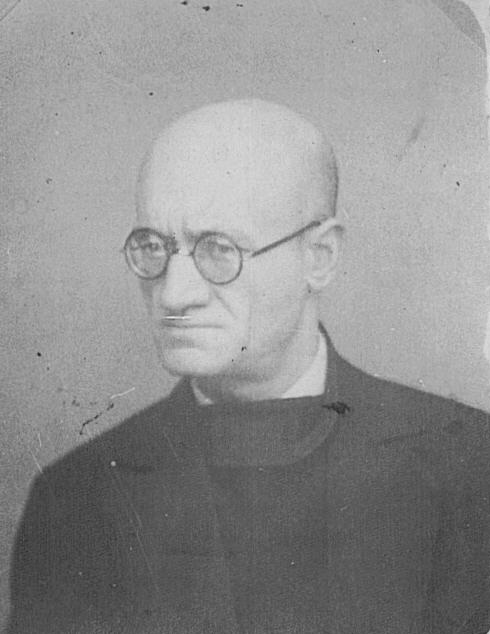
Sacha Schapiro, son père.

Sacha Schapiro, son père, également connu sous le nom de Tanaroff, est un anarchiste militant ukrainien né à Novozybkov, ville située aujourd’hui en Russie, dans l'oblast de Briansk. Il est issu d’une famille juive de hassidim. Après avoir passé dix ans en prison pour sa participation à plusieurs soulèvements anti-tsaristes, Sacha Schapiro rejoint Berlin en 1922 ; il y rencontre sa future compagne, journaliste, également anarchiste, Johanna « Hanka » Grothendieck, originaire d’une famille protestante hambourgeoise aisée qui aurait émigré des Pays-Bas au XVIIIe siècle. Johanna est alors mariée à Johannes « Alf » Raddatz,, également journaliste : Alexander naît de la liaison de sa mère avec Sacha Schapiro mais porte d’abord le nom de son père légitime, « Raddatz » dont Hanka divorce en 1929 sans épouser pour autant Sacha Schapiro ; celui-ci reconnaît ensuite l'enfant, mais le jeune Alexander porte le nom de sa mère, qui avait repris son nom de jeune fille, « Grothendieck ».

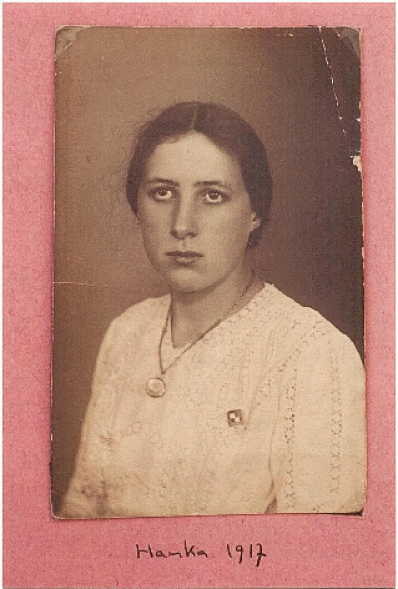
Hanka Grothendieck, sa mère.

Hanka et Sacha fréquentent le mouvement libertaire. En 1933, la montée du nazisme contraint Sacha à quitter l'Allemagne pour la France où Hanka le rejoint en 1934, puis ils partent pour l'Espagne soutenir, lors de la révolution sociale espagnole de 1936, le mouvement anarcho-syndicaliste. En mai 1934, avant de quitter l’Allemagne, sa mère confie Alexander à la famille de Wilhelm Heydorn, un pasteur protestant luthérien antinazi, et maître d'école,, alors installé près de Hambourg. En 1939 les Heydorn, vivant dans la crainte de la répression nazie, considèrent qu’il est dangereux pour un enfant ayant une « apparence juive » de rester auprès d’eux et demandent à ses parents, par l'intermédiaire du consulat français de Hambourg, de le reprendre avec eux : Alexander est mis dans un train pour Paris où il rejoint ses parents en mai 1939. 

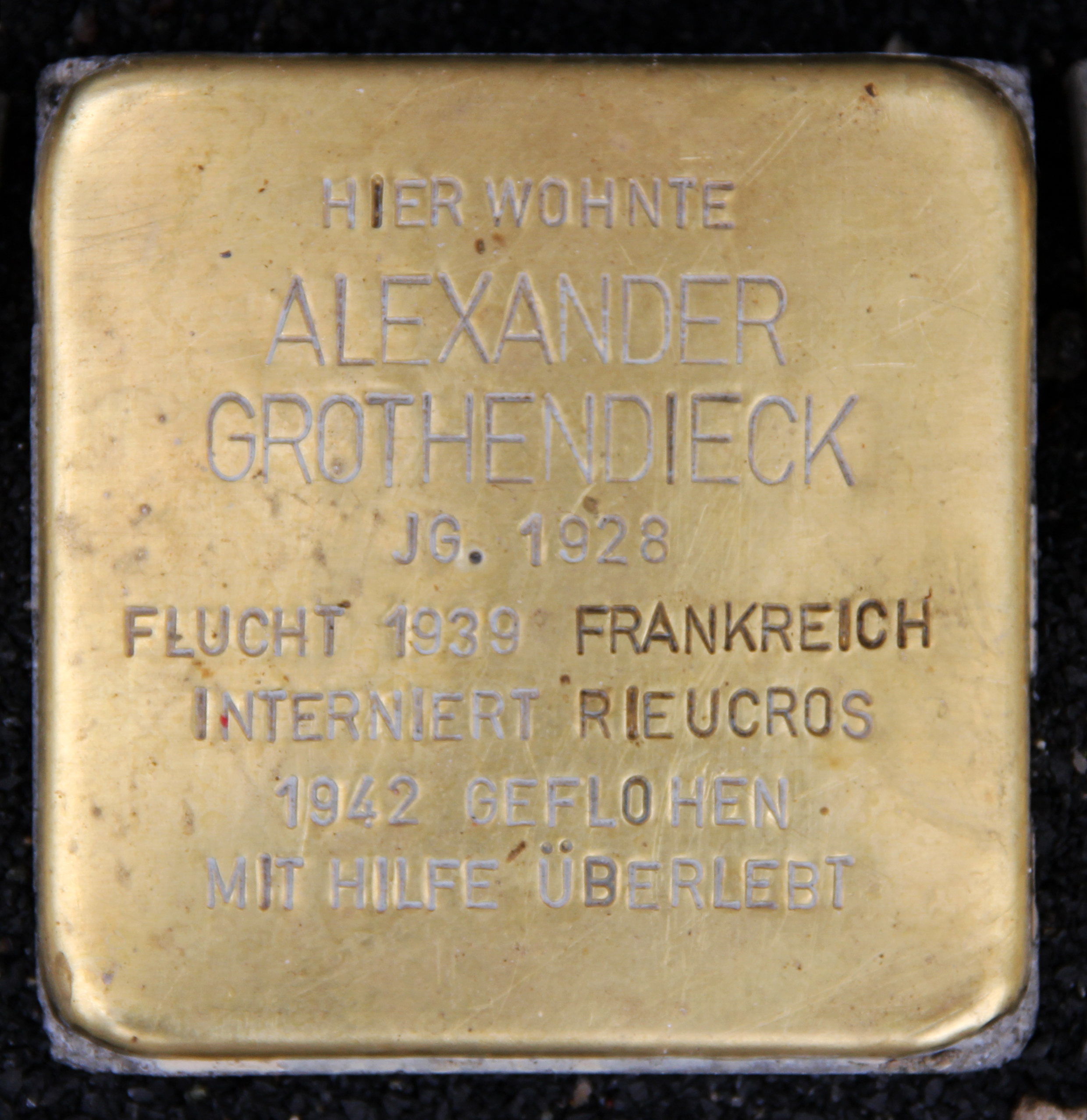
La Stolperstein d'Alexandre Grothendieck, apposée au no 165 de la Brunnenstrasse, Berlin-Mitte, où il habitait avec ses parents.

Les retrouvailles sont de courte durée : son père Sacha se retrouve interné au camp du Vernet en Ariège ; Alexander ne le reverra plus. En 1940, Hanka et son fils sont emmenés au camp de Rieucros, à proximité de Mende, en Lozère ; le jeune Alexander est autorisé à quitter le camp pour aller étudier au lycée Chaptal de Mende. C'est pendant cette période qu'il francise son prénom en « Alexandre ». En 1942, son père Sacha est transféré du Vernet à Noé, dans la Haute-Garonne, puis à Drancy, d’où il est déporté le 14 août 1942 à Auschwitz. Il y meurt, selon toute vraisemblance, peu de temps après son arrivée. De 1942 à 1944, après le franchissement de la ligne de démarcation par les troupes allemandes, Alexandre est séparé de sa mère et caché au Chambon-sur-Lignon, à la maison d'enfants « la Guespy » de la Délégation du Secours suisse,, dirigée par Juliette Usach, où sont également cachées de nombreuses autres jeunes victimes des lois raciales. Il est alors élève du collège Cévenol, de la même ville, où il passe son baccalauréat à la fin de la guerre.

### Étudiant
La France étant libérée de l'occupation allemande, Alexandre retrouve sa mère pour s'installer avec elle à Meyrargues (Vendargues) près de Montpellier, où ils vivent modestement grâce à la bourse d'études d'Alexandre, et de quelques travaux saisonniers agricoles ainsi que des ménages qu’effectue sa mère. Inscrit en mathématiques à l'université de Montpellier, il fréquente très peu les amphithéâtres, préférant travailler seul à la définition du concept de volume, premières recherches qui, en même temps qu'elles l'initient à la solitude du chercheur, le mènent à redéfinir l'intégrale de Lebesgue.
En 1948, il se rend à Paris avec une lettre de recommandation signée par son professeur d'analyse, Jacques Soula, et adressée à Élie Cartan. Il frappe à la porte d'André Magnier, inspecteur général de mathématiques et membre de l'Entraide universitaire de France, qui lui accorde une bourse. Le professeur Henri Cartan, le fils d'Élie Cartan, l'admet dans ses séminaires à l'École normale supérieure (ENS) et le dirige vers Jean Dieudonné et Laurent Schwartz qui se trouvent à l'université de Nancy — l’un des « bastions » mathématiques à cette époque dans le domaine de l'analyse fonctionnelle — afin de préparer sa thèse.
Pour éprouver les capacités de Grothendieck, ils lui confient un article qu'ils viennent de publier et qui contient une liste de quatorze problèmes irrésolus (dont chacun pourrait à lui seul constituer un sujet de thèse). Ses enseignants lui suggèrent alors d'en regarder un ou deux pour se familiariser avec le domaine ; Grothendieck les résoudra tous en quelques mois, et en rédigera six. C'est le début de sa carrière mathématique.

### Carrière mathématique
Il est attaché de recherche du CNRS de 1950 à 1953. Des six articles qu'il rédige pendant cette période, il en choisit un, « Produits tensoriels topologiques et espaces nucléaires », pour soutenir sa thèse. À la suite de la présentation à Paris, par Laurent Schwartz, des travaux de Grothendieck, celui-ci intègre le groupe  Nicolas Bourbaki où il restera plusieurs années. En octobre 1953, il a un premier enfant avec Marcelle (Aline) Driquert, sa logeuse nancéienne. Il peine alors à trouver du travail, notamment à cause de sa situation d'apatride qui l'empêche d'accéder aux emplois de la fonction publique. Pour se faire naturaliser il devrait accomplir son service militaire, ce qu’il refuse par antimilitarisme. Il quitte la France pour travailler, en tant que professeur invité, au Brésil de 1953 à 1954 — il est alors chargé de recherche du CNRS — puis à l'université du Kansas en 1955 et à l'université de Chicago. C'est au cours de cette période qu'il change de sujet d'étude.
Après des travaux remarquables en analyse fonctionnelle, il se tourne vers la géométrie algébrique. Il révolutionne ce domaine en établissant de nouvelles fondations et il introduit la notion de schéma, en collaboration avec Jean-Pierre Serre. Les deux chercheurs échangent une abondante correspondance. Leurs styles très différents[réf. souhaitée] se complètent et leur collaboration porte ses fruits.
Il revient à Paris en 1956 en tant que maître de recherche du CNRS, et se penche sur la topologie et la géométrie algébrique. Il produit alors une nouvelle version du théorème de Riemann-Roch et met en évidence le lien caché entre les propriétés analytiques et topologiques d'une variété.
En 1957, la mort de sa mère, victime de la tuberculose contractée pendant la guerre lors de son emprisonnement dans le camp de Rieucros, le plonge plusieurs mois dans un état dépressif. L'année suivante, il décide de terminer ses travaux inachevés et réalise quelques percées spectaculaires. Il rencontre également sa future femme, Mireille, avec qui il aura trois enfants.

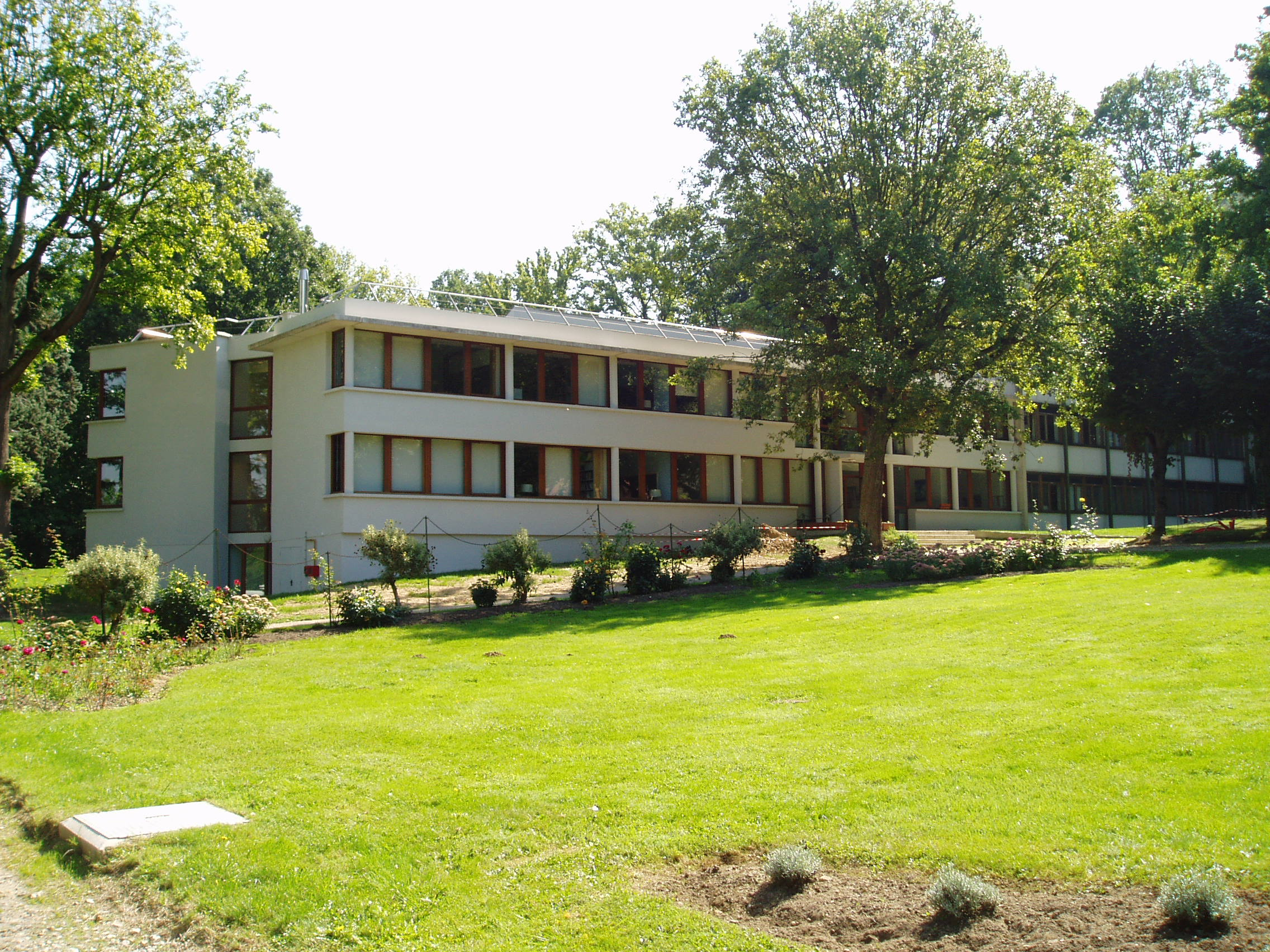
Le bâtiment principal de l'IHÉS.

Il est accueilli dans le tout nouvel Institut des hautes études scientifiques (IHÉS), consacré à la recherche en physique théorique et en mathématiques. Il y est rejoint par Jean Dieudonné, René Thom, Louis Michel et David Ruelle, et entreprend de construire une théorie de la géométrie algébrique.
Entre 1960 et 1967, il rédige les quatre premiers chapitres (divisés en huit volumes) des Éléments de géométrie algébrique, en collaboration avec Jean Dieudonné.
Lauréat de la médaille Fields en 1966, il refuse de se rendre en URSS pour la recevoir par solidarité avec les écrivains dissidents Andreï Siniavski et Iouli Daniel,.

### Rupture renouvelée avec les institutions
En 1967, il passe trois semaines au Viêt Nam pour protester contre l'intervention des États-Unis dans la guerre du Viêt Nam,. Il offre alors sa médaille Fields au gouvernement nord-vietnamien pour dénoncer les bombardements américains. Cet engagement, le printemps de Prague et Mai 68 le poussent vers les milieux contestataires jusqu'à ce qu'il démissionne de l'IHÉS en 1970, en signe de protestation contre le financement partiel de l'institut par le ministère de la Défense.
À la suite de sa démission, il fonde avec Pierre Samuel et Claude Chevalley le groupe écologiste et politique Survivre et vivre dans le but de propager ses idées antimilitaristes et écologistes. Sa maison est alors grande ouverte aux groupes hippies dont il est le « gourou » local.
Grothendieck obtient cependant un poste de professeur associé au Collège de France où, le 3 novembre 1971 il introduit son cours de mathématiques par une séance intitulée « Science et technologie dans la crise évolutionniste actuelle : allons-nous continuer la recherche scientifique ?, » Il aborde ainsi les questions non techniques de la survie « sous sa propre responsabilité, sans sanction officielle, et sans que le fait soit signalé sur les affiches du Collège de France » car « une majorité de professeurs du Collège de France a voté contre, une première dans l’histoire de la vénérable institution. » Son contrat n'est pas renouvelé.
En 1972, aux États-Unis, Grothendieck rencontre Justine Bumby, une étudiante en mathématiques ; il divorce alors et fonde avec elle une communauté près de Paris. En 1973, il obtient un poste de professeur à l’université de Montpellier, qu'il occupe jusqu'à sa retraite en 1988. Le couple déménage dans un village de l'Hérault et expérimente la contre-culture. Justine Bumby donne naissance à un enfant, John, qui est lui-même devenu mathématicien ; elle quitte son compagnon peu de temps après la naissance de leur enfant.

En 1977, il est accusé, en vertu d'une ordonnance datant de 1945, d'avoir hébergé illégalement Kuniomi Musanaga, moine bouddhiste japonais et ancien étudiant en mathématiques au Tata Institute, dont le visa avait expiré 3 semaines avant. Le procès fut mouvementé: des anciens collègues (Cartier, Dieudonné, Schwartz) et la Ligue des droits de l'homme vinrent le soutenir, et Grothendieck décida d'être son propre avocat. Voilà des extraits de sa plaidoirie:
« Monsieur le Président, messieurs les juges, je plaide coupable du délit d’hospitalité, les faits qui me sont reprochés étant parfaitement corrects sur le fond. Je vous demande néanmoins, pour l’honneur de la Justice française, de désavouer un texte de loi qui est en contradiction flagrante avec le sens élémentaire de la justice qui est en chacun de nous et de m’acquitter. »
« … Si en votre âme et conscience, vous estimez devoir prononcer une condamnation, je pense que ce serait tromper les esprits en voulant les rassurer, que de m’appliquer une simple peine de principe. J’ai connu dans mon enfance les rigueurs des camps de concentration pendant près de deux ans. Fort de cette expérience, je puis aujourd’hui, homme mûr, envisager une peine de prison. »
Il termine en demandant, s'il est condamné, la peine maximale. Il écope de 6 mois de prison avec sursis et 20 000 francs d'amende.
Grothendieck écrit quatre livres mathématiques de 1980 à 1995 : La Longue Marche à travers la théorie de Galois, Esquisse d'un programme, À la poursuite des champs (en) et Les Dérivateurs,. Par ailleurs, le plus célèbre de ses ouvrages est Récoltes et Semailles, une autobiographie de près d'un millier de pages, écrite vers 1985, restée longtemps sans éditeur. Il y montre comment sa vie a été successivement traversée par trois passions : les mathématiques, la quête de la femme et la méditation.
En 1988, il refuse le prix Crafoord, qu’il partage avec Pierre Deligne, invoquant que, :
- [son] salaire de professeur […], est beaucoup plus que suffisant pour [ses] besoins matériels ;
- les chercheurs de haut niveau auxquels s'adresse un prix prestigieux comme le prix Crafoord sont tous d'un statut social tel qu'ils ont déjà en abondance et le bien-être matériel et le prestige scientifique, ainsi que tous les pouvoirs et prérogatives qui vont avec ;
- il s’est éloigné du milieu scientifique depuis 1970 et la récompense porte sur des travaux vieux de vingt-cinq ans.

Il rejette également une Festschrift, un livre « hommage » rédigé à l'occasion de son 60e anniversaire, persuadé que son œuvre a été mal comprise.
En 1990, alors âgé de 62 ans, il se retire dans le petit village de Lasserre, proche de la chaîne des Pyrénées, en Ariège, où il mène une vie de quasi-ermite, refusant pratiquement tout contact avec ses anciennes relations, et ce jusqu'à sa mort à l'hôpital de Saint-Girons en 2014.

### Manuscrits des années 1980
Tout en ne publiant pas de recherche mathématique de manière conventionnelle au cours des années 1980, il  produit plusieurs manuscrits influents avec une distribution limitée, à la fois mathématiques et biographiques. Produite entre 1980 et 1981, La Longue Marche à travers la théorie de Galois est un manuscrit de 1 600 pages contenant plusieurs des idées qui mènent à Esquisse d'un programme. Il comprend également une étude de la théorie de Teichmüller.
En 1983, stimulé par la correspondance avec Ronald Brown et Tim Porter à l'université de Bangor, Grothendieck a écrit un manuscrit en anglais de 600 pages intitulé Pursuing Stacks (À la Poursuite des champs (en)), en commençant par une lettre adressée à Daniel Quillen. Cette lettre et les parties successives ont été distribuées à partir de Bangor (voir ci-dessous). D'une manière informelle et journalière, Grothendieck a expliqué et développé ses idées sur la relation entre la théorie de l'homotopie algébrique et la géométrie algébrique d'une part et les perspectives d'une théorie non commutative des champs d'autre part. Le manuscrit, édité pour publication par Georges Maltsiniotis, conduit à une autre œuvre monumentale, Les Dérivateurs. Écrit en 1991, ce dernier ouvrage d'environ 2 000 pages, développe les idées homotopiques évoquées dans Pursuing Stacks. Une grande partie de ce travail anticipe le développement ultérieur de la théorie de l'homotopie de Fabien Morel et Vladimir Voïevodski au milieu des années 1990.
En 1984, Grothendieck écrit la proposition « Esquisse d'un programme » pour obtenir un poste au Centre national de la recherche scientifique. Il décrit de nouvelles idées pour étudier l'espace de modules de courbes complexes. Bien que Grothendieck lui-même n'ait jamais publié son travail dans ce domaine, la proposition a inspiré le travail d'autres mathématiciens en devenant la source de la théorie du dessin d'enfant et de la géométrie anabélienne. Il est ensuite publié dans les actions géométriques de Galois en deux volumes (Cambridge University Press, 1997).
Au cours de cette période, Grothendieck a également donné son consentement à la publication de certains de ses projets pour EGA sur les théorèmes de type Bertini.
Dans le manuscrit autobiographique de 1 000 pages Récoltes et Semailles (1986), Grothendieck décrit son approche des mathématiques et ses expériences dans la communauté mathématique, une communauté qui l'a d'abord accepté de manière ouverte et accueillante mais qu'il a progressivement perçue comme étant gouvernée par la concurrence et le statut. Il se plaint de ce qu'il a vu comme un « enterrement » de son travail et une trahison de la part de ses anciens étudiants et collègues après qu'il a quitté la communauté. Le texte de Récoltes et semailles n'a longtemps été disponible que sur Internet. Des parties en ont été traduites en espagnol, en russe et publiées à Moscou. Une édition française est publiée en janvier 2022 dans la collection Tel chez Gallimard.
En 1988, Grothendieck refuse le prix Crafoord et s'en explique en trois points dans une lettre ouverte. Il y écrit que les mathématiciens établis comme lui n'ont pas besoin de soutien financier supplémentaire. Il y critique ce qu'il considère comme une baisse du niveau éthique de la communauté scientifique, où le vol scientifique serait, selon lui, devenu monnaie courante et même toléré. Il indique également que les travaux qui lui valent cette distinction datent d'il y a 25 ans. Enfin, la lettre exprime son sentiment « qu'avant la fin du siècle des bouleversements entièrement imprévus vont transformer de fond en comble la notion même que nous avons de la “science”, ses grands objectifs et l'esprit dans lequel s'accomplit le travail scientifique. » Il ajoute que son but n'est « nullement […] de critiquer les intentions de l’Académie royale dans l’administration des fonds qui lui sont confiés » et qu'il est « désolé de la contrariété que peut représenter [son] refus du prix Crafoord. »
La Clef des Songes, un manuscrit de 315 pages écrit en 1987, est le récit de Grothendieck sur la façon dont la considération de la source des rêves l'a conduit à conclure que Dieu existe. Dans le cadre des notes de ce manuscrit, Grothendieck a décrit la vie et la parole de 18 « mutants », les personnes qu'il admirait comme visionnaires bien avant leur temps et qui annonçaient un nouvel âge. Le seul mathématicien de sa liste était Bernhard Riemann. Influencé par la mystique catholique Marthe Robin, qui prétendait survivre sur la seule Eucharistie, Grothendieck a failli mourir de faim en 1988. Sa préoccupation croissante à l'égard des questions spirituelles était également évidente dans une lettre intitulée Lettre de la Bonne Nouvelle envoyée à deux cent cinquante amis en janvier 1990. Il y décrit ses rencontres avec une divinité et annonce qu'un « New Age » commencerait le 14 octobre 1996, avant de se rétracter dans une nouvelle lettre envoyée deux mois après la première. Au début de 1990, il jeûne pendant quarante-cinq jours. Cet épisode est presque mortel pour lui, son fils Alexandre rappelle qu'il ressemblait à un prisonnier d'Auschwitz.

## Travaux et influence
Le gros de l'œuvre de Grothendieck est publié dans les monumentaux, quoique inachevés, Éléments de géométrie algébrique (EGA) et dans le Séminaire de géométrie algébrique du Bois Marie (SGA). La collection Fondements de la géométrie algébrique (FGA) réunit pour sa part sa série d'exposés au séminaire Nicolas Bourbaki.
Une avancée fondamentale que l’on doit à Grothendieck est l’invention de la théorie de la cohomologie étale et de la cohomologie l-adique, qui en est issue et servit de fondement pour faire passer les conjectures de Weil au stade de théorème, en particulier grâce au travail de Pierre Deligne, l'un des élèves de Grothendieck.
Par ailleurs, son travail a servi de base à Gerd Faltings pour démontrer la conjecture de Mordell, connue depuis comme le théorème de Faltings.
Dans son autobiographie, il classe ainsi ses contributions majeures (par ordre chronologique d'apparition) :
1. Produits tensoriels topologiques (en) et espaces nucléaires
2. Dualité (en) « continue » et « discrète » (catégories dérivées, « six opérations »)
3. Techniques Riemann-Roch-Grothendieck (K-théorie, relation à la théorie des intersections)
4. Schémas
5. Topos
6. Cohomologie étale et l-adique
7. Motifs et groupe de Galois motivique (⊗-catégories de Grothendieck)
8. Cristaux et cohomologie cristalline, yoga « coefficients de De Rham », « coefficient de Hodge »
9. « Algèbre topologique » ∞-champs, dérivateurs ; formalisme topologique des topos, comme inspiration pour une nouvelle algèbre homotopique (en)
10. Topologie modérée (en)
11. Yoga de géométrie algébrique anabélienne (en), théorie de Galois-Teichmüller
12. Point de vue « schématique » ou « arithmétique » pour les polyèdres réguliers et les configurations régulières en tous genres.

Pendant des années, il accumule des « cartons pleins avec mes gribouillis, que je dois être le seul à pouvoir déchiffrer ». En 1991, il confie à un de ses anciens étudiants, Jean Malgoire, cinq de ces cartons, contenant quelque 20 000 pages de notes rédigées depuis 1970. En 2010, il écrit à Malgoire pour lui interdire toute publication de ces notes, entreposées à la faculté de Montpellier.
De même, en janvier 2010, il déclare, dans une lettre adressée au mathématicien Luc Illusie, qu'il refuse toute diffusion de ses œuvres que ce soit par édition numérique ou publication/republication papier.
Luc Gomel, conservateur national, responsable du patrimoine de l’université de Montpellier, qui veille sur les « cartons » aujourd’hui, souhaite les faire classer « trésor national » afin qu'ils échappent au droit commun et donc au refus d'Alexandre Grothendieck de les mettre à la disposition de la communauté scientifique.
Début 2016, soit un peu plus d’un an après sa mort, les enfants du mathématicien, qui contestent à l'université la propriété des cartons, font en outre inventorier 65 000 autres pages d'archives qui se trouvaient entreposées dans des cantines au dernier domicile de Grothendieck au moment de sa mort,. Dans son testament, le mathématicien demande que ces dizaines de milliers de pages manuscrites soient remises à la Bibliothèque nationale de France. Il lève l'interdiction de divulguer ses écrits.
Le 10 mai 2017, l'université de Montpellier rend ainsi publiques les notes de Grothendieck, soit quelque 18 000 pages de notes manuscrites réparties dans 35 boîtes d'archives. Il s'agit maintenant de décrypter ces notes de calculs, de schémas et d'équations en tous genres, un travail jugé compliqué par le directeur de l'institut Grothendieck de Montpellier, estimant qu'il y a non seulement à un problème de lisibilité de son écriture à la main mais aussi de compréhension du fond, car « il faut être dans les mathématiques de Grothendieck pour le comprendre », a-t-il expliqué. Ce travail de déchiffrage devrait visiblement prendre des années mais les mathématiciens s'en réjouissent car, d'après eux, ces notes constituent un trésor pour les mathématiques et une véritable énigme à résoudre,.
En 2023, une grande partie des manuscrits de Grothendieck (pour certains inédits) sont transférés à la Bibliothèque nationale de France. L'autre partie est vendue à un acquéreur anonyme.

## Œuvre

### Mathématique
Ci-dessous une liste des principales publications d'Alexandre Grothendieck, proche de celle dressée par le magazine La Recherche en 2014. Une liste plus exhaustive est disponible sur le Grothendieck Circle.
- Alexandre Grothendieck, « Produits tensoriels topologiques et espaces nucléaires », Memoirs of the American Mathematical Society, no 16,‎ 1955, p. 1-140 (lire en ligne, consulté le 27 juillet 2020).
- Alexandre Grothendieck, « Résumé de la théorie métrique des produits tensoriels topologiques », Boletín de la Sociedad Matemática Mexicana, Sao Paulo, Sociedad Matemática Mexicana, no 8,‎ 1956, p. 1-79 (lire en ligne, consulté le 6 juin 2014).
- Alexandre Grothendieck (dir.), Armand Borel et Jean-Pierre Serre, « Le théorème de Riemann-Roch », Bulletin de la Société mathématique de France, no 86,‎ 1958, p. 97-136 (lire en ligne, consulté le 15 octobre 2015).
- Alexandre Grothendieck, « Sur quelques points d'algèbre homologique », Tohoku Mathematical Journal, vol. 9, no 2,‎ 1957, p. 119-221 (résumé).
- Alexandre Grothendieck (dir.) et Jean Dieudonné, Éléments de géométrie algébrique (EGA), IHÉS, 1960-1967, 1774 p..
  - « EGA 1 : Le Langage des schémas », Publications mathématiques de l'IHÉS, vol. 4,‎ 1960, p. 5-228 (lire en ligne, consulté le 6 juin 2024).
  - « EGA 2 : Étude globale élémentaire de quelques classes de morphismes », Publications mathématiques de l'IHÉS, vol. 8,‎ 1961, p. 5-222 (lire en ligne, consulté le 6 juin 2014).
  - « EGA 3 : Étude cohomologique des faisceaux cohérents », Publications mathématiques de l'IHÉS, vol. 11, 17,‎ 1964-1967, p. 5-167, 5-91 [tome 1] [tome 2].
  - « EGA 4 : Étude locale des schémas et des morphismes de schémas », Publications mathématiques de l'IHÉS, vol. 20, 24, 28, 32,‎ 1961-1963, p. 5-259, 5-231, 5-255, 5-361. [tome 1] [tome 2] [tome 3] [tome 4].
- Alexandre Grothendieck (dir.), Séminaire de géométrie algébrique du Bois Marie (SGA) : 1960-1969, Springer Verlag et North Holland, 1968-1973, 6521 p.
  - Michèle Raynaud, « SGA 1 : Revêtements étales et groupe fondamental : 1960-1961 », Lecture Notes in Mathematics, vol. 224,‎ 1971, p. 1-447 (présentation en ligne, lire en ligne, consulté le 6 juin 2014).
  - Michèle Raynaud, « SGA 2 : Cohomologie locale des faisceaux cohérents et théorèmes de Lefschetz locaux et globaux : 1961-1962 », Advanced Studies in Pure Mathematics, North Holland,‎ 1968, p. 1-287 (lire en ligne, consulté le 6 juin 2014).
  - Michel Demazure, « SGA 3 : Schémas en groupes : 1962-1964 », Lecture Notes in Mathematics, vol. 151, 152, 153,‎ 1970, p. 1-564, 1-654, 1-529 (présentation en ligne).
  - Michael Artin, Jean-Louis Verdier et al., « SGA 4 : Théorie des topos et cohomologie étale des schémas : 1963-1964 », Lecture Notes in Mathematics, vol. 269, 270, 305,‎ 1972-1973, p. 1-525, 1-418, 1-640. [tome 1]. [tome 3].
  - Pierre Deligne (compilation de textes de SGA 4 et SGA 5), « SGA 4 1/2 : Cohomologie étale », Lecture Notes in Mathematics, vol. 569,‎ 1977, p. 1-312 (présentation en ligne, lire en ligne, consulté le 6 juin 2014).
  - Luc Illusie, Jean-Pierre Serre et al., « SGA 5 : Cohomologie l-adique et fonctions L : 1965-1966 », Lecture Notes in Mathematics, vol. 589,‎ 1977, p. 1-484 (lire en ligne, consulté le 6 juin 2014).
  - Luc Illusie, Pierre Berthelot et al., « SGA 6 : Théorie des intersections et théorème de Riemann-Roch : 1966-1967 », Lecture Notes in Mathematics, vol. 225,‎ 1971, p. 1-700 (présentation en ligne).
  - Pierre Deligne et Nicholas Michael Katz, « SGA 7 : Groupes de monodromie en géométrie algébrique : 1967-1969 », Lecture Notes in Mathematics, vol. 288, 340,‎ 1972-1973, p. 1-523, 1-438 (présentation en ligne).
- Alexandre Grothendieck, Esquisse d'un programme, Université Paris 6, Grothendieck Circle, 1984, 44 p. (lire en ligne).
- Alexandre Grothendieck, Vers une géométrie des formes, Université de Montpellier, 1986 (lire en ligne)
- Alexandre Grothendieck, Les Dérivateurs, Université Paris 6, Édité par Matthias Künzer, Jean Malgoire et Georges Maltsiniotis, 1991, 1976 p. (présentation en ligne, lire en ligne).
- Alexandre Grothendieck, Archives mathématiques d'Alexandre Grothendieck de 1949 à 1991, Université de Montpellier, 10 mai 2017, 18000 p. (lire en ligne).
- Alexander Grothendieck et Robin Hartshorne, Résidus et dualité: prénotes pour un « séminaire Hartshorne », Société mathématique de France, coll. « Documents mathématiques », 2024 (ISBN 978-2-85629-983-8)

### Articles dansSurvivre et vivre
- Alexandre Grothendieck, « Comment je suis devenu militant », Survivre et vivre, no 6,‎ janvier 1971 (lire en ligne [PDF])
- Alexandre Grothendieck, « La nouvelle église universelle », Survivre et vivre, no 9,‎ août-septembre 1971 (lire en ligne [PDF])
- Alexandre Grothendieck (préf. Céline Pessis), Allons-nous continuer la recherche scientifique ? suivi de Comment je suis devenu militant, Éditions du Sandre, 2022 (ISBN 978-2-35821-146-8)

### Littéraire
- Alexandre Grothendieck, Récoltes et Semailles : réflexions et témoignage sur un passé de mathématicien, université Paris 6, Grothendieck Circle, janvier 1986, 1502 p. (lire en ligne), Paris, Gallimard, coll. « Tel », janvier 2022
- Alexandre Grothendieck, La Clef des songes : ou dialogue avec le bon Dieu, université Paris 6, Grothendieck Circle, 1987, 1027 p. (lire en ligne), La Clef des songes, La llave de los sueños, textes originaux et traductions en espagnol

### Correspondance
- Alexandre Grothendieck et Jean-Pierre Serre, Correspondance Grothendieck-Serre, Paris, P. Colmez, J.-P. Serre, Société mathématique de France, coll. « Documents mathématiques 2 », 2001.
- Alexandre Grothendieck et Ronald Brown, Correspondance Grothendieck-Brown, M. Künzer, avec la collaboration de R. Brown et G. Maltsiniotis, 2001, 175 p. (lire en ligne)
- Christian Escriva et Alexandre Grothendieck, Les Années cachées: Vie intérieure, créativité, connaissance scientifique, écologie radicale. Correspondance 1975-1989., Odile Jacob, 2025, 544 p. (ISBN 978-2-415-01035-5)

## Hommages
- En 2015, l'institut de mathématiques de l'université de Montpellier est rebaptisé Institut montpelliérain Alexander Grothendieck en son honneur[73].
- En décembre 2022 est inauguré à Mondovì l'Institut Grothendieck[74].
- En juin 2023 est inaugurée à Mende, à l'initiative de Michel Sidobre, une plaque commémorative au lycée Chaptal[75] où a étudié Grothendieck, alors interné avec sa mère au camp de Rieucros, durant l'Occupation.
- En 2025, La Poste émet un timbre à l'effigie d'Alexandre Grothendieck[76].